# Joseph M. Warren

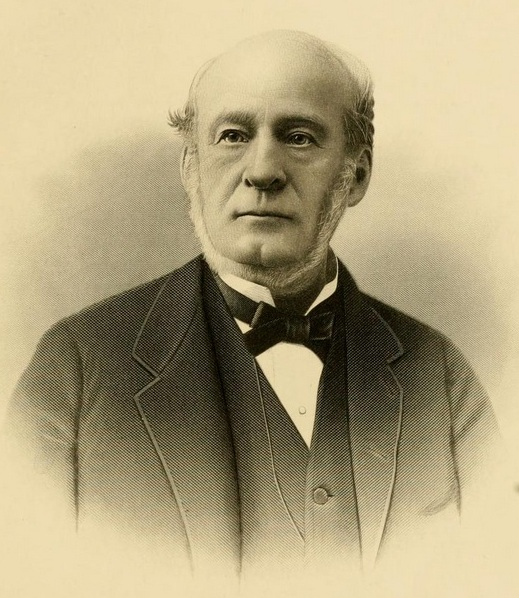
Joseph Mabett Warren

Joseph Mabbett Warren (* 28. Januar 1813 in Troy, New York; † 9. September 1896 ebenda) war ein US-amerikanischer Politiker. Zwischen 1871 und 1873 vertrat er den Bundesstaat New York im US-Repräsentantenhaus.

## Werdegang
Joseph Mabbett Warren wurde während des Britisch-Amerikanischen Krieges in Troy geboren und wuchs dort auf. Er besuchte örtliche Schulen und 1827 das Rensselaer Polytechnic Institute in Troy. 1834 graduierte er am Washington College (heute Trinity College) in Hartford (Connecticut). Er arbeitete ein Jahr lang als clerk in New York. Danach kehrte er nach Troy zurück, wo er mehrere Jahre lang eine Lebensmittelgroßhandlung betrieb. 1840 hatte er einen Großhandel für Eisenwaren (hardware). Er hielt 1852 den Posten des Bürgermeisters von Troy. Zwischen 1853 und 1865 war er einer der Direktoren der Bank of Troy und der United National Bank of Troy sowie Präsident der Bank of Troy. Er bekleidete den Posten als Trustee am Rensselaer Polytechnic Institute. 1855 ernannte man ihn zum Bevollmächtigten (commissioner) der Troy Water Works Company – eine Stellung, die er bis zu seinem Rücktritt 1867 innehatte.
Politisch gehörte er der Demokratischen Partei an. Bei den Kongresswahlen des Jahres 1870 für den 42. Kongress wurde Warren im 15. Wahlbezirk von New York in das US-Repräsentantenhaus in Washington, D.C. gewählt, wo er am 4. März 1871 die Nachfolge von Adolphus H. Tanner antrat. Da er auf eine erneute Kandidatur im Jahr 1872 verzichtete, schied er nach dem 3. März 1873 aus dem Kongress aus.
Nach seiner Kongresszeit ging er in Troy wieder seinen früheren Geschäftsaktivitäten nach. Am 9. September 1896 verstarb er dort und wurde dann in der Warren Chapel auf dem Oakwood Cemetery beigesetzt.